# جامعة جيان
جامعة جَيَّان (بالإسبانية: Universidad de Jaén) هي جامعة عامة مقرها في جيان، الأندلس، إسبانيا. جامعة تأسست بموجب القانون 5/1993 الصادر عن البرلمان الأندلسي في 1 يوليو 1993. بالإضافة إلى الحرم الجامعي الرئيسي، هناك حرم آخر في ليقيونيلس، الواقع في جيان، يوجد بالجامعة حرمان جامعيان في ليناريس وأبيدا.

## المراكز والإدارات
تنقسم جامعة جيان إلى تسعة مراكز: ثلاث كليات، وثلاث كليات (واحدة تابعة)، وكليتين تقنيتين ومركز أبحاث. في المقابل، هناك 33 قسمًا في الجامعة.

### كليات
- كلية العلوم التجريبية
- كلية العلوم الاجتماعية والقانون
- كلية العلوم الإنسانية والتربية

### المدارس الجامعية
- كلية العلوم الصحية
- مدرسة العمل الاجتماعي. تقع كلية العمل الاجتماعي حاليًا في الحرم الجامعي لاقونيلاس في جيان، بعد أن تأسست في ليناريس منذ تأسيسها. كانت هذه مبادرة من الشركة البلدية لمجلس المدينة، حتى تحركها المثير للجدل، في عام 2005.[2][3]
- مدرسة التربية التابعة للأسرة المقدسة في عبيدة . تعتبر مدرسة التربية للأسرة المقدسة، وهي مدرسة خاصة تابعة لجامعة جيان وموكل إليها جمعية يسوع.
- كلية جين الفنية المتقدمة. مقرها في المباني أيه 3 وأيه 4 في الحرم الجامعي لاقونيلاس. مبنى أيه 3 مخصص لقسم الهندسة والتكنولوجيا الذي يضم مكاتب ومختبرات المدرسة، تحل كل من المباني الحديثة والمبتكرة محل «مبنى الخبراء» الشهير في وسط المدينة. هدم المبنى المذكور أعلاه في عام 2005 وفي مكانه بني مركز ال كورت انقلسشوبينق.

## شهادات فخرية
- خواكين رويز-جيمينيز كورتيس، [4] 2001
- مانويل فالديفيا أورينا، 2002
- بيدرو مارتينيز مونتافيز، 2003
- أنطونيو لوكي لوبيز، 2005
- مانويل أورتيجيرا بوزادا، 2007
- توماس رامون فرنانديز رودريغيز، 2007
- أنطونيو مونيوز مولينا، 2007
- غريغوريو بيتش - باربا مارتينيز، 2008
- بالتسار ريل، [5] 2009
- جوان ماساجوي سولي، 2010

## المواصلات
بجوار الحرم الجامعي للجامعة، على طريق مدريد، توجد محطة على الخط 1 من ترام جيان

### حافلة
تتوقف العديد من خطوط الحافلات المحلية من وسط المدينة في الحرم الجامعي لاقونيلاس: 4 و 7 و 12 و 14 و 17.